# Strażnik prawa
Strażnik prawa (ang. The Enforcer) – amerykański film sensacyjny z 1976 roku w reżyserii Jamesa Fargo. Trzecia część serii o Brudnym Harrym, w Polsce znana także pod alternatywnym tytułem Egzekutor.

## Fabuła
Inspektor SFPD Harry Callahan (Clint Eastwood) zostaje przeniesiony do pracy w wydziale personalnym po tym, jak w swoim stylu czyli brutalnie, udaremnił napad na sklep. W międzyczasie ma miejsce włamanie do składu broni. Próbę zatrzymania złodziei podejmuje dwóch policjantów, wśród których jest inspektor Frank DiGiorgio, przyjaciel Harry'ego. Jeden z funkcjonariuszy ginie na miejscu, zaś Frank, dźgnięty nożem, umiera w szpitalu. W związku z groźną sytuacją, Callahan zostaje przywrócony do pracy w wydziale zabójstw oraz dostaje nowego partnera, a dokładniej partnerkę, inspektor Kate Moore (Tyne Daly). Rozpoczyna się wyścig z czasem, którego stawką jest bezpieczeństwo mieszkańców San Francisco oraz życie burmistrza, którego bandyci porwali dla okupu.

## Obsada
- Clint Eastwood jako inspektor „Brudny” Harry Callahan
- Tyne Daly jako inspektor Kate Moore
- Harry Guardino jako porucznik Al Bressler
- Bradford Dillman jako kapitan McKay
- John Mitchum jako inspektor Frank DiGeorgio
- John Crawford jako burmistrz
- Robert Hoy jako Buchinski (Buczyński)
- Samantha Doane jako Wanda
- Rudy Ramos jako Mendez
- Bill Ackridge jako Andy